# ジェリコ・パブリセヴィッチ
ジェリコ・パブリセヴィッチ（Željko Pavličević、1951年3月26日-）は、クロアチアのプロバスケットボール指導者である。ユーゴスラビア連邦クロアチアザグレブ出身。

## 経歴
ザグレブ大学卒業後、ロコモティヴァで選手としての活動を経て1977年に26歳でツィボナのアシスタントコーチを務め、1984-85シーズンよりヘッドコーチに昇格、国内選手権で優勝。翌シーズン、ヨーロッパカップでも優勝した。1991年にもユーゴスラビアのPop 84 Splitを率いてコーチとして2度目の優勝を果たしている。
1986年以降、クレサ、タウグレス（スペイン）、パナシナイコスBC（ギリシャ）でも指揮を執り、ドラゼン・ペトロビッチやトニー・クーコッチ、ザン・タバックらNBA選手を育てる。
2003年2月、全日本男子チームのヘッドコーチに就任。全日本男子に外国人ヘッドコーチが就任したのは1994年のジェームス・ゴードン以来9年ぶり2人目。2003年アジア選手権で6位、2005年アジア選手権で5位。開催国枠で出場した2006年世界選手権では1次ラウンドでドイツに善戦し、パナマに勝利したが1勝4敗の5位となり敗退しその後解任された。在職期間中に日本が最近何十年と勝つことのできなかった中国を東アジア競技大会とアジア選手権東アジア予選で2度破っている。日本バスケットボール協会に対する批判を帰国する時のインタビューで行っている。
2010年5月、同年よりbjリーグに参入する島根スサノオマジックの初代ヘッドコーチに就任。日本男子代表HC経験者が同リーグ球団を率いるのは史上初。3シーズン指揮を執った後2013年に退任。
同年和歌山トライアンズのヘッドコーチに就任。就任初年度のリーグ戦で準優勝。契約期間は2年だったが、チーム側の経営事情により1シーズンで退任した。
2015年6月14日、千葉ジェッツのヘッドコーチに就任。2016年3月、退任。
2017年オフ、バンビシャス奈良のヘッドコーチに就任。シーズン途中の2018年2月、成績不振により退任。
サッカー日本代表の元監督のイビチャ・オシムとは旧知の仲。